# Ниткопер червоний
Ниткопер червоний або ниткопер японський (Nemipterus japonicus) — вид окунеподібних риб родини ниткоперих (Nemipteridae).

## Поширення
Він зустрічається біля берегів Східної Африки, у Червоному морі, у всій північній частині Індійського океану, уздовж берегів Малайського архіпелагу, В'єтнаму й Південного Китаю, через Суецький канал проник у Середземне море.

## Опис

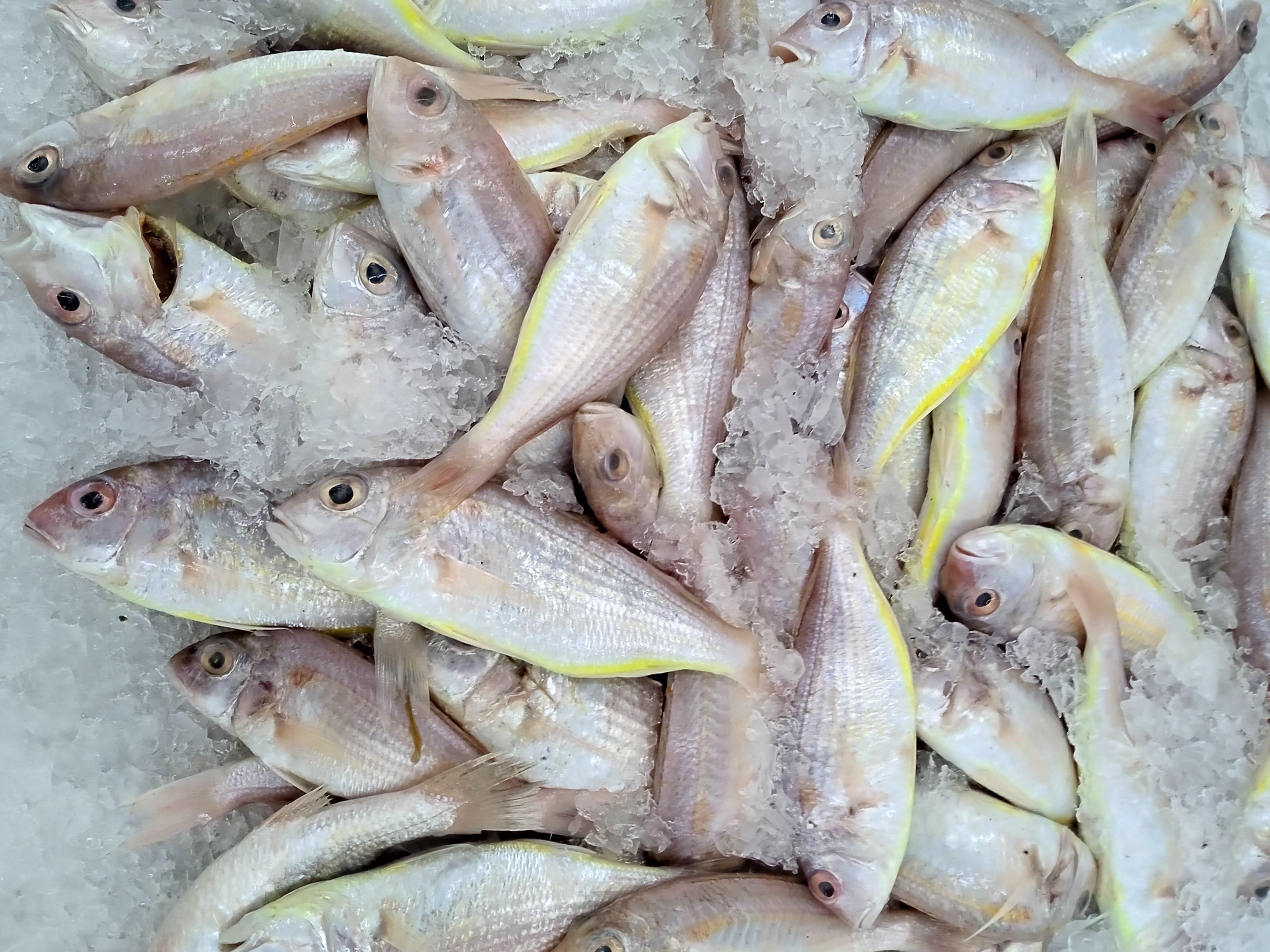
Ниткопер червоний

Це порівняно невелика риба, що досягає 30 см завдовжки. Забарвлення рожеве з фіолетовим відтінком. Спина темно-малинова, черево біле, злегка жовтувате. На боках по загальному рожевому тлі йдуть поздовжні ряди жовтих і блакитнуватих крапок, що часто зливаються в смуги. Кінці променів у плавцях жовті та жовтогарячі. Найбільше яскраво пофарбовані у жовтогарячий колір довгий нитковидний відросток верхньої лопати хвостового плавця й кінці черевних плавців. Молоді особини позбавлені нитковидного відростка на хвостовому плавці, забарвлення їх блідіше.

## Спосіб життя
Це масовий стайний вид, що живе на шельфі й зваленні при досить широкому діапазоні глибин — від 30 до 300 м. Риба утворить більші косяки в періоди нересту й відгодівлі на мулистих і мулисто-піщаних ґрунтах. Живиться червоний нитепер зоопланктоном, креветками й рибою.

## Значення
В Аденській затоці, в узбережжя Оману й уздовж Малабарского берега Індії нитепер червоний є об'єктом тралового рибальського промислу. Він займає друге місце у траловому рибальстві Індії.